# Shrek (musical)
Shrek the Musical es una musical con música de Jeanine Tesori e historia y letras de David Lindsay-Abaire. Basada en la película de DreamWorks Shrek (2001) y en el libro de William Steig Shrek! (1990). Después de un tryout en Seattle, la producción original de Broadway abrió sus puertas en diciembre de 2008 y cerró después de una temporada de aproximadamente 12 meses en enero de 2010. Seguido de una gira por Estados Unidos el cual inició en 2010, y una renovación en la producción de West End desde enero de 2011. Desde su debut, los derechos del musical han estado disponibles para teatros independientes en el extranjero, quienes han optado por organizar sus propias versiones de la serie, empezando con la producción de Israel en el 2010.
Una película de la producción de Broadway fue publicada en DVD, Blu-ray (2D & 3D) y descarga digital el 15 de octubre de 2013 en Norteamérica, con una publicación de la película el 2 de diciembre en Reino Unido.

## Historia

### Desarrollo
Lindsay-Abaire y Jason Moore (director) empezaron a trabajar en el show en 2002, con Tesori como parte del equipo desde 2004. Una lectura del guion tuvo lugar el 10 de agosto de 2007, con Stephen Kramer Glickman en el papel principal, Celia Keenan-Bolger como la Princesa Fiona, Robert L. Daye, Jr. como Donkey y Christopher Sieber como Lord Farquaad.

### Premiere Seattle (2008)
El musical se estrenó en un tryout fuera de la ciudad en el 5th Avenue Theatre en Seattle. Los avances iniciaron el 14 de agosto de 2008 con una noche de apertura realizada el 10 de septiembre. El tryout se realizó hasta el 21 de septiembre y tuvo críticas generalmente favorables, siendo citado como una de las pocas adaptaciones del cine al escenario "con corazón". El elenco principal incluye a Brian d'Arcy James como Shrek, Sutton Foster como Princesa Fiona, Christopher Sieber como Lord Farquaad, Chester Gregory II como Donkey John Tartaglia como Pinocchio y Kecia Lewis-Evans como El Dragón.
Durante las previas, "I Could Get Used to This" fue reemplazado por "Don't Let Me Go" y "Let Her In" se convirtió en "Make a Move". También durante las previas, un pequeño fragmento de "Who I'd Be" se cantó después de que Shrek escuchara el comentario engañoso de Fiona en el cual decía que "quien quería estar con una bestia horrible y fea" lo que llevó a cantar "Build a Wall". Este fue cortado y "Build a Wall" fue puesto después del fragmento de "Morning Person". "Build a Wall" fue cortado después durante las previas, pero re-instaurado hacia el final de la obra.

### Producción de Broadway (2008-2010)
Después de extensivos cambios, el show comenzó las previas en Broadway en el Teatro Broadway de la Calle 53 (53rd Street) el 8 de noviembre de 2008, con la apertura oficial el 14 de diciembre. El elenco incluye a Brian d'Arcy James como Shrek, Foster como Fiona, Sieber comoFarquaad y Tartaglia comoPinocchio. Daniel Breaker se encargó del papel de Donkey, ya que el equipo creativo pensó que Chester Gregory II no encajaba en el perfil. El Dragón fue interpretado (en voz) by los miembros de la compañía: Haven Burton, Aymee Garcia y Rachel Stern, en vez de un solista. A Kecia Lewis-Evans, quien interpretó El Dragón en Seattle, se le ofreció el papel, pero declinó. Ben Crawford estuvo a la espera del papel de Shrek, hasta que remplazó a d'Arcy James para los últimos meses de función.
Otros cambios que el equipo creativo realizó fue la eliminación de tres canciones: "The Line-Up", "More to the Story" y "I Smell a Happy Ending". "Story of My Life", "Build a Wall" y "This is Our Story" fueron agregadas en sus respectivos lugares. "Who I'd Be" fue echa inicialmente para un solo de Shrek, pero fue cambiada a un trío con Fiona y Donkey para la escena final.
La canción "I'm a Believer", la cual fue originalmente interpreta con la salida del teatro por parte del público, fue agregada en el marcador el 2 de octubre de 2009, y cantada por la compañía completa al final de la obra.
La producción del show en Broadway recibió un total de 12 nominaciones a los Premios Drama Desk y 8 nominaciones a los Premios Tony, incluyendo el Premio Tony a Mejor Musical y el Premio de Actuación para d'Arcy James, Foster and Sieber. El show ganó el Premio Drama Desk a Mejor Actor en Musical por d'Arcy James y el Premio Drama Desk a Mejor Diseño de Vestuario por Tim Hatley, así como también el Premio Tony a Mejor Diseño de Vestuario por Hately nuevamente. En los Premios Tony, el elenco completo cantó un fragmento de "Freak Flag" para el número de apertura; después, James, Sutton y Breaker, presentaron a Sieber y compañía, quienes interpretaron "What's up Duloc?". El elenco de grabación del show fue nominado al Premio Grammy al Mejor Álbum para Un Musical. El elenco interpretó "I'm a Believer" en Thanksgiving Day Parade en el 2009.
La producción de Broadway cerró el 3 de enero de 2010, después de 441 funciones y 37 previas. En ese momento fue uno de los musicales más caros en Broadway, con un estimado de $25 millones, a pesar de los buenos comentarios, no logró recuperar su inversión inicial. El show modificado en su totalidad para la gira nacional.

### Gira Nacional por Estados Unidos
Una gira nacional por América del Norte empezó previas en el Cadillac Palace Theatre en Chicago el 13 de julio de 2010, con noche de apertura el 25 de julio Rob Ashford es el codirector, ya que el equipo creativo de Broadway revisó cambios. La producción marcó el debut de un nuevo y mejorado Dragón. Sobre el tema, el escenógrafo Tim Hatley declaró que «el cambio más grande [será] el dragón. Será una criatura diferente del trío de marionetas/alma en Broadway [pero] creo que finalmente tenemos el indicado». El tour también incluye una nueva apertura, nuevas canciones e ilusiones improvisadas, de las de Broadway.
Varios cambios hechos para el tour incluyen una nueva canción interpretada por el Dragón titulada "Forever", reemplazando "Donkey Pot Pie". La voz de El Dragón es realizada por un solo vocalista, con cuatro titiriteron que controlan los movimientos de la marioneta de 25 metros de altura. La canción iba a figurar en todas las producciones posteriores. Escenografía y atrezzo fueron rediseñados para adaptarse a la gira. Además, para adaptarse a la historia revisada, "What's up Duloc?" es cambiada de lugar y puesta antes que "I Know It's Today". El Espejo Mágico fue retirado también.
El elenco original de la gira incluía a Eric Petersen como Shrek, Haven Burton como Princesa Fiona y Alan Ming, Jr. como Donkey. Carrie Compere interpretó a El Dragón, con Blakely Slaybaugh como Pinocchio. El papel de Lord Farquaad fue primero interpretado por Todd Buonopane; después, Buonopane salió, David F.M. Vaughh --quien estaba interpretaba el Lobo Feroz al tiempo y fue el primer suplente para Farquaad--asimió el papel principal. Ninguna explicación fue dada con respecto a la salida de Buonopane.
La gira tuvo su última función en el Pantages Theatre en Los Ángeles el 31 de julio de 2011, seguidos de un recorrido no participativo en septiembre.
Una segunda gira por América del Norte, producido por Networks y con un elenco no participativo, fue estrenado el 9 de septiembre, en el Capitol Theatre en Yakima en Washington. Lukas Poost como Shrek, Liz Shivener como Fiona, André Jordan como Donkey y Merritt David Janes como Lord Farquaad. También en el elenco están: Luke Yellin como Pinocchio y Kelly Teal Goyette como El Dragón.
La gira inició oficialmente en Oregón (Portland) el 13 de septiembre de 2011. Cambios fueron realizados para la producción de Londres, incluyendo una nueva apertura, se incorporará en la gira (con excepción del número musical "Don't Let Me Go"). La gira inició en Estados Unidos hasta el 29 de abril de 2012, con el show final realizado en Springfield en Misuri antes de iniciar en Asia.
La segunda gira no participativa comenzó el 5 de octubre de 2012 en Anchorage (Alaska). El elenco inclyó a Perry Sook como Shrek, Whitney Winfield como Princesa Fiona, Jeremy Gaston como Donkey y Christian Marriner como Lord Farquaad, con Courtney Daniels como El Dragón y Tony Johnson como Pinocchio. La gira terminó el 7 de abril de 2013 en Reno (Nevada).

### Producción de West End (2011-2013)
Una nueva versión revisada y reducida, que incluye una nueva apertura entre otros cambios para atraer a más audiencia británica, inició función en el Teatros del West End en el Teatro Drury Lane el 6 de mayo de 2011. Nigel Lindsay como Shrek, Richard Blackwood como Donkey, Nigel Harman como Lord Farquaad y Amanda Holden como Princesa Fiona. Landi Oshinowo interpretó el papel de El Dragón, con Jonathan Stewart como Pinocchio. La noche de apertura oficial tuvo lugar el 14 de junio de 2011. La mayoría de las críticas fueron positivas sobre la producción, y en particular elogiaron el performance de Harman, calificándolo como «histéricamente divertido». La producción extendió su periodo de reservas hasta el 21 de octubre de 2012.
Al igual que con la primera gira por Estados Unidos, el escenario sigue ropas tradicionales  y sets menos complejos en comparación con los de Broadway. En la tribu de inadaptados de cuentos de hadas, personajes fueron cambiados para adaptarse a la audiencia de Reino Unido. Con el fin de acortar el tiempo del show, el número musical "Build a Wall" fue cortado. "Don't Let Me Go" - el cual fue inicialmente escrito para la versión en Reino Unido con versos extras para Shrek - incluido en previas, pero eliminado antes de la noche de apertura; en cambio, la escena que representa la llegada de Donkey, esta completamente hablada.
En 2012, el show fue nominado con un total de 4 premios en los Premio Laurence Olivier, incluyendo Premios Laurence Oliver a Mejor Nuevo Musical, Mejor Actriz para Lindsay y Actor de Apoyo para Harman, así como también un Premio Laurence Olivier a Mejor Diseño de Vestuario para Tim Hatley. Harman ganó el Premio Laurence Olivier a Mejor Actuación en Interpretación de Apoyo en Musical por su actuación como Lord Farquaad. El reparto coral interpretó "Freak Flag" en los premios.
Kimberley Walsh, del grupo pop de Reino Unido Girls Aloud, se hizo cargo del papel de Princesa Fiona desde el 5 de octubre de 2011, después de que Holden anunciara su embaraza. Dean Chisnall y Neil McDermott tomaron el relevo de Lindsay y Harman como Shrek yLord Farquaad respectivamente el 29 de febrero de 2012., Carley Stenson tomó el papel de Princesa Fiona desde el 23 de mayo de 2012.
El 31 de mayo de 2011, el elenco interpretó "I'm a Believer" en Britain's Got Talent y el 26 de octubre de 2011, "Morning Person" en The Alan Titchmarsh Show. El 26 de octubre de 2011, el show hizo una aparición en el especial de Navidad de Jim'll Fix It presentado por Shane Ritchie, en el que se le otorgó a Emma Bate (9 años) de Kingston, (Cambridgeshire) su deseo de aparecer en el show. En el tercer concierto por televisión del show en vivo, el elenco interpretó "I Know It's Today" en el programa This Morning, para el show transmitido el 6 de enero de 2012. El 12 de diciembre de 2012, el elenco de cierro cantó la versión del tema de la compañía londinense Rockin' Around the Christmas Tree en This Morning', en la segunda aparición del día por parte del musical.
La aclamada producción londinense del show llegó a su fin después de 715 funciones, el 24 de febrero de 2013. Los productores han anunciado los planes de realizar una gira de Shrek alrededor de Reino Unido en 2014.

### Primera gira por Reino Unido (2014-2015)
Las funciones comenzarán en el Grand Theatre en Leeds (Inglaterra) el 23 de julio de 2014 antes de iniciar gira alrededor de Reino Unido e Irlanda. Dean Chisnall está listo para repetir su actuación de West End como Shrek, bajo la dirección de Nigel Harman, quien originalmente interpretó el papel de Lord Farquaad en West End.

### Producciones internacionales
Shrek se puso a disposición para los teatros independientes de Estados Unidos y el extranjero. Han optado por organizar del show con misma música, libreto y letras intacto y sus propios diseños de escenario, vestuario y otros elementos creativos. Las producciones se han organizado en Asia, Polania, España, Francia, Italia, Países Bajos, Brasil, las Filipinas, Estonia, Israel, Suecia, Panamá, Argentina y una posible producción próxima en Australia.

## Sinopsis de la producción de Broadway
Acto I
La historia comienza con un ogro llamado Shrek contándole a la audiencia su infancia, y como, en su séptimo cumpleaños, sus padres lo alejan de su casa para hacer su propia vida. Ellos le advierten, que debido a su aspecto, todo el mundo odia, y no va a tener un final feliz. Más tarde, un Shrek amargado y endurecido está viviendo felizmente solo en un pantano ("Big Bright Beautiful World"). Su soledad es interrumpida cuando todos los seres de cuentos de hadas de la tierra comienzan a aparecer en su propiedad, incluyendo una aray de duendes, hadas y otras criaturas encantadas. Pinocho revela detalles de su exilio del Reino de Duloc, por orden del diminuto Lord Farquaad ("Story of My Life"). Shrek decide viajar a ver a Farquaad para tratar de recuperar su vida privada con mucho ánimo de Pinocho y sus amigos ("The Goodbye Song"). En el camino, Shrek rescata a regañadientes a Donkey (personaje conocido como "Burro" en Hispanoamérica y "Asno" en España), un burro parlante, de algunos matones de Farquaad. Donkey insiste en acompañar a Shrek ("Don't Let Me Go").
Mientras tanto, Lord Farquaad está torturando a Gingy (Hombre de Jengibre) para que le revele el paradero de la princesa él desea para casarse para convertirse en rey. Son interrumpidos por el secuaz Thelonious, quien revela que los guardias de Farquaad han adquirido el Espejo Mágico. El Espejo revela que la Princesa Fiona se encuentra atrapada en un castillo rodeado de lava y custodiado por un dragón. Farquaad se apresura a prepararse para la boda antes de que el espejo que le pudiese decir lo que le sucede a Fiona en las noches. El Espejo entonces muestra al público la infancia de Fiona. A los 7 años, Fiona sueña con el caballero, que como cuentan los cuentos de hadas, vendrá a rescatarla de la torre y terminará la misteriosa maldición con "el primer beso de amor verdadero". A medida que se convierte en adolescente, y luego en una mujer testaruda, se vuelve un poco loca y bipolar, pero nunca pierde la fe en los cuentos de hadas ("I Know It's Today"). Shrek y Donkey llegan a Duloc y se dirigen al palacio de Farquaad. En otro lugar, Farquaad expresa su amor por el reino ("Welcome to Duloc" / "What's Up Duloc?"). Shrek y Donkey encuentran a Farquaad. Impresiado por el tamaño y apariencia del ogro, Farquaad exige que Shrek realice el rescate, y a cambio, él le dará a Shrek el título de propiedad de su pantano.
Los dos "amigos" emprenden su camino en busca de Fiona, y Shrek, cada vez más molesto con el parlanchín Donkey ("Travel Song"). Después de cruzar el puente viejo y desvencijado y llegar al castillo, Shrek se pone en marcha solo para encontrar a Fiona mientras que Donkey se encuentra un dragón hembra feroz quien inicialmente quiere comérselo, pero después quiere mantenerlo para ella misma después de que Donkey trato de conquistarla (""Donkey Pot Pie). Cuando Shrek encuentra a Fiona, su falta de interés en seguir sus deseos y jugar a la escena romántica ella se molesta, y Shrek debe arrastrarla por la fuerza. Los dos se reúnen con Donkey y los dos emprenden escape mientras son perseguidos por el dragón. Shrek atrapa al Dragón y llegan a tierra segura ("This Is How A Dream Comes True"). Entonces Fiona insiste en que Shrek revele su identidad y se horroriza de que su salvador sea un ogro y no el príncipe azul que sus cuentos indicaban. Shrek explica que él no es más que su campeón, y que ella debe casarse con Lord Farquaad. El combo emprende el viaje de regreso al palacio de Farquaad, pero Fiona se vuelve aprensiva cuando el sol comienza a ponerse. Ella insiste en descansar por la noche y que ella pase la noche, sola, en una cueva cercana. Donkey y Shrek permanecen despiertos, y Donkey, encantado por haber sido mencionado por Fiona como "noble corcel", Shrek se pregunta a sí mismo porque tiene que ser un ogro. Shrek se abre a su nueva amiga, Fiona, transformada en una ogresa, se aparta y escucha ("Who I'd Be").
Acto II
Al siguiente día, la Princesa Fiona se levanta temprano y canta con un pájaro y baila con un ciervo (antes de hacer que el pájaro explotara y lanzar el ciervo por un precipicio) y asiste a El flautista de Hamelín en sus deberes de ratas ("Morning Person"). Shrek hace bajar su estado de ánimo, tratando de dar pistas sobre su futuro novio ("Los hombres de la estatura de Farquaad son "un poco" escasos", etc.) y burlándose de sus trágicas circunstancias de la infancia. Los dos comienzan una lucha de rivalidad, cada uno tratando de superar al otro mediante la revelación de sus respectivos pasados ("I Think I Got You Beat"). Ambos admiten ser expulsados por sus padres; esta conexión, así como la vinculación por un amor a los ruidos corporales, enciende una gran amistad.
Mientras tanto, en Duloc, Lord Farquaad planea su boda, y él revela su propia herencia sórdida, Thelonious insiste en que Farquaad debería invitar a su padre ("The Ballad of Farquaad"). La camaradería recién descubierta entre Shrek y Fiona se convierte en amor, Donkey insiste, con la ayuda de los tres ratones ciegos, que Shrek debería armarse de valor y romántica mente conquistar a Fiona ("Make a Move"). Shrek, finalmente, comienza a salir de su cáustica cáscara, tratando de encontrar las palabras para explicar sus sentimientos hacia Fiona ("When Words Fall").
Mientras Shrek va en busca de una flor para Fiona, Donkey descubre que Fiona se convierte en un ogro en la noche, y ella confiesa que fue maldecida cuando era niña, por lo que ella estuvo prisionera en la torre. Solo un beso de su amor verdadero podría devolverla a su estado normal. Shrek llegó cerca del final de la conversación y malinterpreto la descripción que Fiona había dado de sí misma, pensando que se refería a él. Al día siguiente, transformada nuevamente en humano, Fiona decide contarle a Shrek sobre su maldición ("Morning Person" «fragmento»). Cuando Fiona trata de explicarle, Shrek la rechaza. Durante la noche, Shrek fue contactado por Lord Farquaad, quien llegó para reclamar a la Princesa Fiona. No muy impresionada con Farquaad, Fiona accede a casarse con él e insiste en que la boda se realice antes del atardecer. A medida que se dirigen nuevamente a Duloc, Donkey trata de explicar el malentendido a Shrek (quien está muy enojado para escuchar), y Shrek lo rechaza también, declarando que él volverá a su pantano solo y construirá un muro para protegerse del mundo (Build a Wall).
Las criaturas de cuentos de hadas se dirigen a un vertedero que será su nuevo hogar. Ellos deciden que el comportamiento de Farquaad hacia ellos es intolerable. Simplemente porque sean monstruos, no significa que merezcan ser odiados. Mama oso (del cuento Ricitos de Oro y los tres osos) y la pandilla convencen a un amargo Pinocho, y reúnen una fuerte confianza entre sí mismos, y declaran que alzaran bandera contra sus verdugos. ("Freak Flag").
Shrek regresa a su pantano (nuevamente privado), pero echa de menos a Fiona. Donkey lo alcanza, y convence a Shrek de su amistad al perdonar al ogro por sus duras palabras. Shrek se disculpa, y Donkey lo convence de que Fiona realmente se preocupa por él. Ambos regresan a Duloc. Shrek interrumpe la boda antes de que Farquaad pueda besar a Fiona, y Fiona lo convence para que deje hablar Shrek con ella. Shrek finalmente encuentra las palabras para expresar sus sentimientos hacia Fiona, y declara su amor a ella ("Big Bright Beautiful World" «fragmento»). Sin embargo, su declaración de amor es burlado por Farquaad. Atrapada entre el amor y su deseo de romper el hechizo, Fiona trata de escapar del evento, pero los seres de cuentos de hadas exiliados llegan a la boda y protestan su expulsión. Están acompañados por un pequeño enano gruñon, quien resulta siendo, el padre de Farquaad. Farquaad afirmó anteriormente que Grumpy lo abandonó en el bosque cuando era niño, pero el enano revela la verdadera razón del abandono. Durante la discusión, el sol se pone, haciendo que Fiona se convierta en ogresa en frente de todos. Farquaad, furioso, y disgustado por el cambio, orden que maten a Shrek y que devuelvan a Fiona a la torre. Farquaad se proclama a sí mismo, rey, Shrek silba haciendo que el Dragón llegue. El Dragón atraviesa la ventana con Donkey y destruye a Lord Farquaad con su aliento de fuego. Admitiendo su amor por cada uno, Shrek y Fiona se besan. El hechizo de Fiona se rompe y toma su verdadera forma: un ogro. Al principio, se avergüenza de su aspecto, pero Shrek le dice que sigue siendo hermosa. Shrek y Fiona comienzan una nueva vida juntos, y todo el mundo celebra lo que los hace especial ("This Is Our Story"). Viven felices para siempre ("I'm a Believer").
- Nota: I'm a Believer fue agregada a la lista de la producción de Broadway el 2 de octubre de 2009 y desde entonces ha sido utilizada en producciones posteriores.

## Números musicales

### Broadway
| Acto I - "Overture" - Orquestra - "Big Bright Beautiful World" – Mama Ogro, Papa Ogro, Shrek - "Story of My Life" – Guardia, Criaturas de Cuentos de Hadas - "The Goodbye Song" – Shrek, Criaturas de Cuentos de Hadas≠ - "Don't Let Me Go" – Donkey - "What's Up, Duloc?" – Lord Farquaad, Artistas de Duloc - "I Know It's Today" – Fiona Joven, Fiona Adolescente, Fiona Adulta - "Travel Song" – Donkey, Shrek - "Donkey Pot Pie" – Donkey, Dragon - "This is How a Dream Comes True" – Fiona, Shrek, Donkey, Dragon - "Who I'd Be" – Shrek, Fiona, Donkey | Acto II - "Morning Person" – Fiona, Flautista de Hamerlín - "I Think I Got You Beat" – Fiona, Shrek - "The Ballad of Farquaad" – Lord Farquaad, Thelonius, Guardias - "Make a Move" – Donkey, Ratones Ciegos - "When Words Fail" – Shrek - "Morning Person" (Reprise) – Fiona - "Build a Wall" – Shrek - "Freak Flag" – Criaturas de Cuentos de Hadas - "Big Bright Beautiful World" (Reprise) – Shrek - "This Is Our Story" – Fiona, Shrek, Donkey, Criaturas de Cuentos de Hadas - "I'm a Believer (Encore)" – Toda la Compañía≠ (desde el 2 de octubre de 2009) |

≠ No incluido en la grabación original del elenco de Broadway. "I'm a Believer" fue grabada tiempo después y publicada como sencillo.

### West End
| Acto I - "Overture" – Orquesta - "Big Bright Beautiful World" – Shrek, Mamá Ogro, Papá Ogro, Fiona, Rey Harold, Reina Lillian, Aldeanos - "Story of My Life" – Guardia, Criaturas de Cuentos de Hadas - "The Goodbye Song" – Shrek, Criaturas de Cuentos de Hadas - "Don't Let Me Go" – Shrek, Donkey≠ - "What's Up, Duloc?" – Lord Farquaad, Artistas de Duloc - "I Know It's Today" – Fiona Joven, Fiona Adolescente, Fiona Adulta - "Travel Song" – Donkey, Shrek - "Forever" – Dragon, Donkey, Caballeros - "This is How a Dream Comes True" – Fiona, Shrek, Donkey, Dragon - "Who I'd Be" – Shrek, Fiona, Donkey | Acto II - "Morning Person" – Fiona, Flautista de Hamerlín, Ratas - "I Think I Got You Beat" – Fiona, Shrek - "The Ballad of Farquaad" – Lord Farquaad, Thelonius, Guardias - "Make a Move" – Donkey, 3 Ratones Ciegos - "When Words Fail" – Shrek - "Morning Person" (Reprise) – Fiona - "Freak Flag" – Criaturas de Cuentos de Hadas - "Big Bright Beautiful World" (Reprise) – Shrek - "This Is Our Story" – Fiona, Shrek, Donkey, Criaturas de Cuentos de Hadas - "I'm a Believer (Encore)" – Toda la Compañía |

≠ Cortado en el espectáculo antes de la noche de estreno

## Elenco
| Characters     | Seattle            | Broadway                                 | Actuaciones de Broadway filmadas         | U.S. Tour          | West End          | U.K. Tour         | México D.F.                     | Buenos Aires    | Santiago de Chile     |
| -------------- | ------------------ | ---------------------------------------- | ---------------------------------------- | ------------------ | ----------------- | ----------------- | ------------------------------- | --------------- | --------------------- |
| Shrek          | Brian d'Arcy James | Brian d'Arcy James                       | Brian d'Arcy James                       | Eric Petersen      | Nigel Lindsay     | Dean Chisnall     | Eduardo Manzano y Mario Filio   | Pablo Sultani   | Osvaldo Iturriaga     |
| Princesa Fiona | Sutton Foster      | Sutton Foster                            | Sutton Foster                            | Haven Burton       | Amanda Holden     | Zavion Glover     | Natalia Sosa                    | Melania Lenoir  | Milagros Andaluz      |
| Donkey         | Chester Gregory    | Daniel Breaker                           | Daniel Breaker                           | Alan Mingo, Jr.    | Richard Blackwood | Fragonard Sammy   | José Luis Rodríguez             | Talo Silveyra   | Xabier Usabiaga       |
| Lord Farquaad  | Christopher Sieber | Christopher Sieber                       | Christopher Sieber                       | David F.M. Vaughn≠ | Nigel Harman      | Phi Samtion       | Adal Ramones y Reynaldo Rossano | Roberto Peloni  | Santiago Meneghello   |
| Dragón         | Kecia Lewis-Evans  | Haven Burton, Aymee Garcia, Rachel Stern | Haven Burton, Aymee Garcia, Rachel Stern | Carrie Compere     | Landi Oshinowo    | Fran Brill        | Paloma Cordero                  | Maia Contreras  | Daniela Benítez       |
| Pinocho        | John Tartaglia     | John Tartaglia                           | John Tartaglia                           | Blakely Slaybaugh  | Jonathan Stewart  | Marco Blams       | Mauricio Hernández              | Andrés Bagg     | Ignacio Iturriaga     |
| Gingy          | Haven Burton       | Haven Burton                             | Haven Burton                             | Aymee Garcia       | Alice Fearn       | Fern J. Frakienly | Naidelyn Navarrete              | Mariú Fernández | Bernardita Nassar     |
| Young Fiona    | Marissa O'Dannell  | Marissa O'Dannell                        | Marissa O'Dannell                        | If you know edit   | If you know edit  | If you know edit  | Paola Ramones                   | Mariel Percossi | María Ignacia Retamal |

≠ Todd Buonopane interpretó a Lord Farquaad durante las previas de la gira de Estados Unidos, pero dejó el show antes de la apertura. Vaughn asumió el papel tiempo completo, presentando el papel en la noche de apertura.